# Diana Schuler
Diana Schuler (* 18. April 1981 in Zweibrücken) ist eine deutsche Snookerspielerin und Direktorin des Snooker-Frauenweltverbandes World Women’s Snooker (WWS).

## Karriere
Schuler fing im Alter von 14 Jahren im Billardcafé der Tante ihrer besten Freundin zunächst mit Poolbillard an. Ihr größter Erfolg war der Gewinn der Deutschen Meisterschaft 2003 mit dem Damen Team. Sie spielte dies 15 Jahre lang, bevor sie 2010 zum Snooker wechselte. 2013 konnte sie bereits die Bronzemedaille bei den Europäischen Mannschaftsmeisterschaften gewinnen. Finanziell ist es, im Gegensatz zum Herrensnooker, schwierig von den Turniergeldern zu leben (das WM-Achtelfinale bescherte ihr 300 Pfund). So hatte sie zunächst einen eigenen Online-Shop für Bekleidung, den sie nach 15-jähriger Tätigkeit 2014 verkaufte.  Im Dezember 2014 wechselte sie ihren Wohnsitz nach Derby, England, und arbeitete dort im E-Commerce bei VF International.  Trotzdem trainiert sie 15 Stunden in der Woche, um ihre Spielweise zu verbessern und sich unter der Weltspitze der professionellen Spielerinnen zu halten. Ihr Trainer war der Ex-Profi David Roe. 2014 spielte sie ihr erstes WWS-Turnier. Sie knüpfte Kontakt zum damaligen Frauenweltverband World Ladies Billiards & Snooker (WLBS) und arbeitet seit April 2015 ehrenamtlich als Direktorin. Ausschlaggebend hierfür war, dass sich am Ladies Day im Crucible Theatre aus Personalmangel niemand um die Vermarktung der Frauen-WM kümmerte. So hatte die Eigenpräsentation der WLSBA einiges zu wünschen übrig gelassen, sie hatte weder das Interesse von Spielerinnen noch von (zukünftigen) Sponsoren geweckt. Schuler ließ als erstes eine neue Webseite erstellen und professionalisierte das Marketing. Im März 2018 übergab sie diesen Bereich an Matt Huart und kümmert sich seither verstärkt um die Planung und Organisation der Events sowie die Budgetierung.
Ihr Training zahlte sich aus, so erreichte sie als erste deutsche Spielerin 2016 das WM-Achtelfinale und konnte dies im März 2017 in Singapur wiederholen. Im selben Jahr organisierte sie die zweite Ausgabe der Paul Hunter Women’s Classic und kam trotz dieser Aufgabe erneut ins Achtelfinale. Im Oktober 2017 kam sie mit Platz 8 erstmals unter die Top 10 der Weltrangliste. 2018 erreichte sie erstmals das Finale der Deutschen Meisterschaft, nachdem sie zuvor schon drei Mal im Halbfinale gestanden hatte.
2022 siegte sie beim Weltranglistenturnier Scottish Women’s Open Seniors im Finale gegen die Weltmeisterin Tessa Davidson.
Im November 2023 gewann sie bei den Deutschen Meisterschaften im Snooker die Bronzemedaille.
Schuler ist 26-fache Saarland-Meisterin und amtierende Saarland-Meisterin 2022/23 (8-Ball und 14/1). Sie tritt für den BV 1987 Brotdorf e. V. und den 1. Snooker Club Schwalbach an.

## Sonstiges
Seit 2016 ist sie von der WPBSA qualifizierter „World Snooker Community Coach“.